# Hamburgische Biografie
La Hamburgische Biografie est un ouvrage de référence biographique limité aux personnes associées à la ville de Hambourg. Il est compilé par le Bureau d'histoire de Hambourg de l'Université de Hambourg depuis 2000, et sept volumes sont publiés à ce jour. Une poursuite du projet est envisagée. Les éditeurs sont Franklin Kopitzsch et Dirk Brietzke (de).
Les volumes publiés contiennent un total de 2 133 contributions. Seules les personnalités décédées qui sont nées à Hambourg ou qui y ont joué un rôle important sont incluses. Les volumes individuels sont classés de A à Z et sont indexés dans un index cumulatif. À partir du 6e volume ce registre est élargi pour inclure les personnes qui n'ont pas leur propre entrée mais qui sont mentionnées dans les articles existants.
Dans le cas des personnes actives à Altona et Wandsbek, il existe des chevauchements de contenu avec le Biographisches Lexikon für Schleswig-Holstein und Lübeck.

## Volumes
Les deux premiers volumes sont publiés par Christians Verlag à Hambourg en 2001 et 2003 ; après sa faillite, la série est ensuite poursuivie à partir de 2006 par Wallstein Verlag (de) Göttingen.
1. Christians, Hamburg 2001  (ISBN 3-7672-1364-8). 2. verbesserte Auflage: Wallstein, Göttingen 2008  (ISBN 978-3-8353-0098-9).
2. Christians, Hamburg 2003  (ISBN 3-7672-1366-4) (books.google.de&). Übernommene Ausgabe: Wallstein, Göttingen 2006  (ISBN 3-8353-0099-7).
3. Wallstein, Göttingen 2006  (ISBN 3-8353-0081-4).
4. Wallstein, Göttingen 2008  (ISBN 978-3-8353-0229-7).
5. Wallstein, Göttingen 2010  (ISBN 978-3-8353-0640-0).
6. Wallstein, Göttingen 2012  (ISBN 978-3-8353-1025-4).
7. Wallstein, Göttingen 2020  (ISBN 978-3-8353-3579-0)
8. Wallstein, Göttingen 2023   (ISBN 978-3-8353-5443-2)